# Wojciech Popiołek
Wojciech Popiołek (ur. 1951) – polski prawnik, profesor nauk prawnych, radca prawny, specjalista prawa cywilnego i prawa prywatnego międzynarodowego, profesor zwyczajny Uniwersytetu Śląskiego w Katowicach.

## Życiorys
Jest synem Kazimierza Popiołka i wnukiem Franciszka Popiołka. W 1972 ukończył studia na Wydziale Prawa i Administracji Uniwersytetu Śląskiego w Katowicach, gdzie w 1977 na podstawie napisanej pod kierunkiem Maksymiliana Pazdana rozprawy pt. Umowa wydawnicza w prawie prywatnym międzynarodowym uzyskał stopień naukowy doktora nauk prawnych. Następnie, do 1980 przebywał na stażu naukowym we Francji. W 1990 na tym samym Wydziale na podstawie dorobku naukowego i rozprawy pt. Wykonanie zobowiązania umownego a prawo miejsca wykonania. Zagadnienia kolizyjnoprawne uzyskał stopień doktora habilitowanego nauk prawnych w zakresie prawa, specjalność: prawo międzynarodowe publiczne. Tytuł naukowy profesora nauk prawnych otrzymał 10 lipca 2010. Od 2014 r. zatrudniony na stanowisku profesora zwyczajnego.
Jest profesorem nadzwyczajnym na Wydziale Prawa i Administracji UŚl i kierownikiem Katedry Prawa Cywilnego i Prawa Prywatnego Międzynarodowego na tym Wydziale. Pełni funkcję członka Komitetu Nauk Prawnych PAN. Został także członkiem Centralnej Komisji do Spraw Stopni i Tytułów. W 2016 został ponownie wybrany w skład tego gremium na kadencję 2017–2020.
Pod jego kierunkiem stopień naukowy doktora uzyskał w 1999 Wojciech Klyta.
W 1998 został radcą prawnym. Prowadzi działalność jako radca prawny w kancelarii prawnej „ADP Popiołek, Adwokaci i Doradcy” z siedzibą w Katowicach.
W 2017 został przewodniczącym Społecznej Komisji Kodyfikacyjnej.
Został uhonorowany w 2017 publikacją pt. Rozprawy z prawa prywatnego. Księga jubileuszowa dedykowana Profesorowi Wojciechowi Popiołkowi, red. Ewa Rott-Pietrzyk, Monika Jagielska, Maciej Szpunar, Wolters Kluwer, Warszawa 2017 ISBN 978-83-8107-747-7.
Od 6 lutego 2024 roku przewodniczący rady nadzorczej spółki Orlen S.A. (wcześniej, od 25 stycznia do 6 lutego 2024, członek rady nadzorczej reprezentujący ministra aktywów państwowych).

## Wybrane publikacje
- Akcja – prawo podmiotowe, Warszawa: Wydawnictwo C. H. Beck, 2010.
- Kodeks spółek handlowych: komentarz, Warszawa: Wydawnictwo C. H. Beck, 2015.
- Kodeks spółek handlowych: komentarz, orzecznictwo: suplement – firma i prokura (współautor: Maksymilian Pazdan, Warszawa: C. H. Beck, 2003.
- Łączenie się (fuzja) banków w formie spółki akcyjnej w prawie polskim: niektóre zagadnienia prawne, Warszawa: Fundacja Edukacji i Badań Bankowych, cop. 1993.
- Międzynarodowe prawo handlowe, Warszawa: Wydawnictwo C. H. Beck; Kraków: Instytut Prawa Spółek i Inwestycji Zagranicznych, 2013.
- Prawo prywatne międzynarodowe, Warszawa: Wydawnictwo C. H. Beck, Instytut Nauk Prawnych PAN, 2014.
- Prawo prywatne międzynarodowe, Warszawa: Wydawnictwo C. H. Beck, Instytut Nauk Prawnych PAN, 2015.
- Prawo spółek osobowych, Warszawa: Wydawnictwo C. H. Beck, Instytut Nauk Prawnych PAN, 2016.
- Rozprawy prawnicze. Księga pamiątkowa profesora Maksymiliana Pazdana (współredaktor), Kraków: "Zakamycze", 2005.
- Wkłady niepieniężne w spółkach handlowych, Warszawa: LexisNexis Polska, 2014.
- Wykonanie zobowiązania umownego a prawo miejsca wykonania. Zagadnienia kolizyjnoprawne, Katowice: UŚ, 1989.